# Iatroquímica

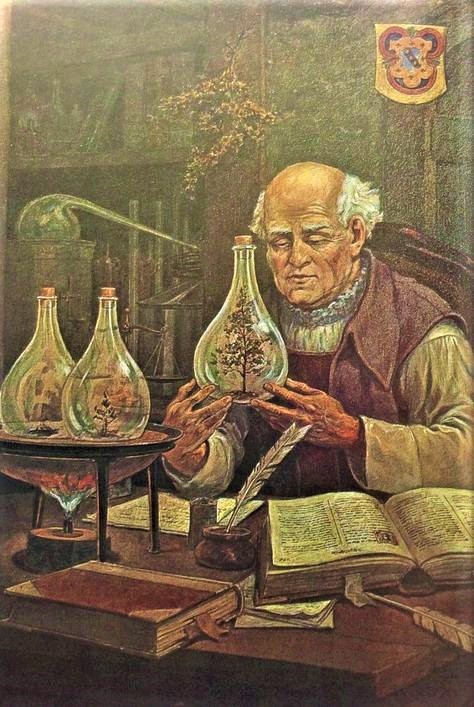
Retrato de Paracelso, promotor de la iatroquímica.

La iatroquímica o yatroquímica (del griego ιατρός Iatrós, 'médico, doctor' y χημεία chemeía, 'química') es una rama histórica de la ciencia que enlazaba la química y la medicina y puede considerarse como la precursora de la farmacología moderna y de la bioquímica. Teniendo sus bases en la alquimia, la iatroquímica buscaba explicaciones químicas a los procesos patológicos y fisiológicos del cuerpo humano, y proporcionar tratamientos con sustancias químicas. Los iatroquímicos creían que la fisiología dependía del balance de fluidos corporales específicos. Fue una tendencia médica de vanguardia entre los siglos XVI y XVII.
Su promotor fue Paracelso, un polémico científico y alquimista suizo que impulsó la transformación de la alquimia en iatroquímica, un paso precursor de la futura revolución química. El sistema iatroquímico, vigente durante la segunda mitad del siglo XVII, asumió las interpretaciones paracelsistas, pero eliminando sus elementos panvitalistas y metafísicos, que sustituyó por el mecanicismo, el atomismo y el método científico.